# دالان‌کن نوک‌کوتاه
دالان‌کن نوک‌کوتاه (نام علمی: Geositta antarctica) نام یک گونه از سرده دالان‌کن‌ها است.